# 터프 무어
터프 무어(Turf Moor)는 잉글랜드 랭커셔주에 위치한 축구 경기장으로 번리 FC의 홈구장으로 사용되고 있다. 이 구장의 수용인원은 21,404명으로 전좌석 경기장이다. 경기장의 주요 스탠드 명칭은 제임스 하그리브스 스탠드, 지미 맥클로이 스탠드, 밥 로드 스탠드, 크리켓 필드 스탠드라고 부른다.
번리는 처음에 로텐스톨이라는 곳에서 경기를 하였지만, 곧 이곳으로 옮겨왔다. 이 경기장은 프레스턴 노스 엔드의 딥데일 경기장에 이어 영국에서 이제까지 사용되는 두 번째로 오래된 경기장이다.
이 경기장의 관중 기록은 1924년의 FA컵에서의 허더즈필드 타운과의 경기로 54,755명의 관중이 관람하였다.

## 스탠드

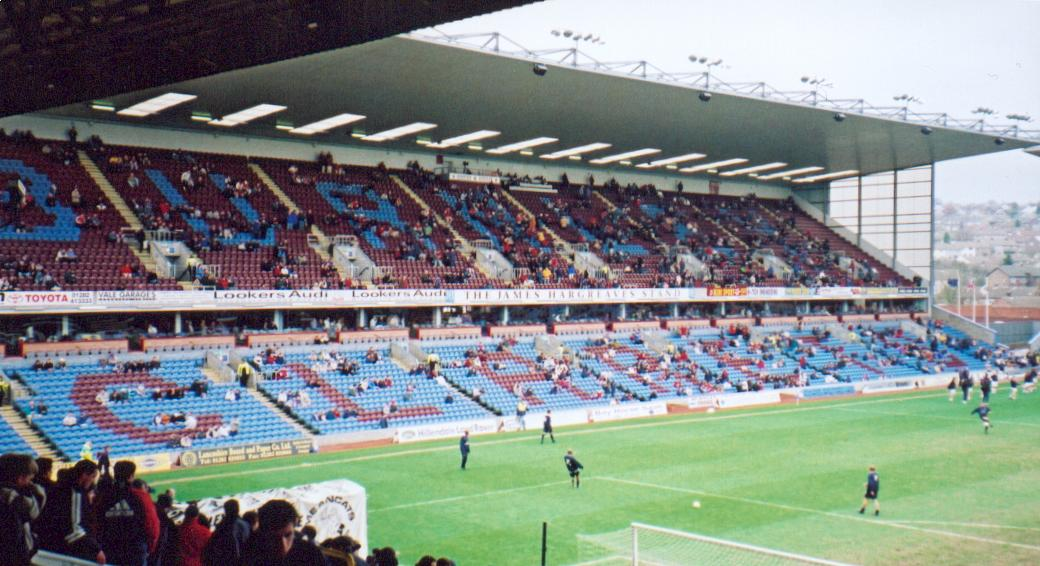
제임스 하그리브스 스탠드

#### 제임스 하그리브스 스탠드
제임스 하그리브스 스탠드는 1996년 4월 23일에 이전의 롱사이드를 교체하면서 개장하였다. 이는 현재 터프 무어의 메인 스탠드로 경기장 길이와 나란하게 위치해 있다. 이 스탠드 명칭의 주인인 제임스 하그리브스는 랭커셔 태생의 인물로 1764년에 제니 방적기를 발명한 사람이다.

#### 지미 맥클로이 스탠드
지미 맥클로이 스탠드 (이전의 비홀 스탠드)의 위층은 현재 가족 스탠드로 이용되고 있고, 1996년 9월에 새롭게 개장하였다. 이전의 롱사이드 스탠드를 제임스 하그리브스 스탠드로 교체하는 재건축 작업의 일환으로 지미 맥클로이 스탠드 역시 교체되었다. 이 스탠드 이름의 주인인 지미 맥클로이는 1950년대부터 1960년대 초까지 번리에서 뛰었던 유명한 축구 선수이다.

#### 밥 로드 스탠드
밥 로드 스탠드는 1974년에 개장하였다. 밥 로드는 작곡가이자 프로듀서로 실험주의 락그룹 드레드노트의 베이스 기타 연주자이다.

#### 크리켓 필드 스탠드
크리켓 필드 스탠드는 1969년부터 존재하였다. 이 스탠드는 원래 번리의 홈 팬들에게 제공된 자리였지만, 최근에는 원정팬들에게 주어지는 자리이다. 이 스탠드는 2009년에 전좌석을 최신형 스탠드로 교체되었다.

## 국제경기
- 잉글랜드 vs  웨일스 (1927년)
- 잉글랜드B vs  알바니아 (2007년 5월 25일)